# Prawo karne islamu
Prawo karne islamu – gałąź prawa islamu normująca kwestię odpowiedzialności za czyny zagrożone karą kryminalną.

## Geneza
W Koranie prorok Mahomet wylicza szereg zakazów tworzących podwaliny pod prawo karne. W okresie, gdy granice imperium muzułmańskiego znacznie się poszerzyły, konieczne było zaktualizowanie przepisów ze względu na pojawienie się nowych ludów, co niosło ze sobą nowe zwyczaje, ale i przestępstwa, np. bluźnierstwo. Ewolucja prawa karnego zakończyła się pod koniec X wieku, a jakakolwiek ingerencja w przepisy została zakazana. Okres ten trwał do XVIII wieku, wtedy zezwolono na adaptację prawa do ówczesnej rzeczywistości.

## Źródła prawa
Współcześnie katalog praw okazał się niewystarczający i wiele krajów poszerzyło go o świeckie akty prawne, normujące m.in. proces karny czy prawo o ruchu drogowym. Nowe źródła prawa muszą być w pełni zgodne z Koranem.

## Kluczowe zasady
- Prawo pochodzi od Boga. Należy czynić to co nakazane, a wystrzegać się tego co zakazane. Naruszenie zakazu jest grzechem, ale można za nie odpowiedzieć przed społecznością wiernych. Jest to swego rodzaju prewencja.
- Tylko człowiek jest zdolny do popełnienia przestępstwa (w odróżnieniu od Europejczyków, muzułmanie nigdy nie rozważali odpowiedzialności karnej zwierząt; zob. procesy zwierząt).
- Zasada rozstrzygania wątpliwości na korzyść oskarżonego (występuje w podobnym kształcie do tej znanej z prawa europejskiego).
- Zasada wszechobecności prawa (prawo islamu obowiązuje wszystkich muzułmanów na całym świecie. Nie jest ograniczone do terytorium państwa).
- Zasada legalizmu: należy wykonywać polecenia władzy wybranej przez społeczność. Władca jest wykonawcą prawa boskiego na Ziemi.
- Ochrona pięciu podstawowych wartości: religii, życia, świętości rodziny, własności, a także uczucia i rozsądku.
- Zasada ogłoszenia prawa: każde prawo, którego muzułmanie muszą przestrzegać, powinno być właściwie ogłoszone, tak aby zainteresowany mógł się z nim zapoznać[3]

## Reguły odpowiedzialności karnej
- Każda osoba jest odpowiedzialna tylko za czyny, które sama popełniła. Nie odpowiada za zamysł, jak również czyny dokonane przez inne osoby[4].
- Aby można było pociągnąć człowieka do odpowiedzialności, powinien być świadomy, że dany czyn popełnił. Świadomość w szariacie jest oceniana m.in. według wieku sprawcy. Dziecko może popełnić przestępstwo, lecz nie będzie za nie odpowiadać, ponieważ nie ma świadomości prawa pochodzącego od Boga. Dziecko można pouczać, karcić oraz może być zastosowany wobec niego przymus, ale nie można go ukarać wedle prawa szariatu. Wiek właściwy do ponoszenia odpowiedzialności karnej w szariacie nie jest ściśle sprecyzowany. Zależy to od poszczególnych szkół prawa lub zwyczajów panujących na danym terenie. Według szkoły malikickiej właściwym momentem jest ukończenie lat 15 (zarówno przez chłopców i dziewczęta). Według szkoły hafnickiej zaś, dziewczęta powinny osiągnąć lat 17, a chłopcy lat 18. Na obszarze wielu regionów właściwy wiek utożsamiany jest z uzyskaniem dojrzałości płciowej sprawcy[4].
- Można ukarać tylko takiego sprawcę, który jest w pełni władz umysłowych. Chorzy psychicznie czy niedorozwinięci umysłowo nie mogą zostać pociągnięci do odpowiedzialności karnej ze względu na brak świadomości złamania powszechnie obowiązującego prawa. W przeszłości osoby będące pod wpływem środków odurzających w chwili popełnienia czynu również nie odpowiadały karnie, nawet jeśli wprowadziły się w ten stan samodzielnie. Mogły natomiast odpowiadać za picie wina, które było zabronione, a kara mogła być zaostrzona, jeśli sprawca w owym stanie dopuścił się innego przestępstwa[4].

## Podział przestępstw
Główny podział przestępstw opiera się na rodzaju stosowanej kary:
- Haad – kara, której wymiar został precyzyjnie określony w szariacie. Słowo to oznacza granicę, której nie można przekroczyć. Do tej kategorii należą takie przestępstwa jak: cudzołóstwo, fałszywe oskarżenie o cudzołóstwo, kradzież, odstępstwo od wiary, bluźnierstwo.
- Ghesas – kara odwetu oparta na prawie talionu. Pochodzi jeszcze z przedislamskiego prawa beduińskiego, a powinna być adekwatna do popełnionego przestępstwa. W przypadku gdy ofiara nie żyje, prawo to przechodzi na rodzinę. Było przyczyną wielopokoleniowych wojen między rodzinami, dlatego wprowadzono możliwość odkupienia swojej winy – Diya`at. Współcześnie rolę „mściciela” przejęło państwo, ale inicjatywę ścigania musi podjąć ofiara bądź jej rodzina. W ten sposób kara się m.in. zabójstwo, nieumyślne spowodowanie śmierci czy zranienie ciała.
- Diya`at – kara finansowa. Tłumaczona jest jako okup połączony z przebaczeniem i kompensacją. Sędzia może zastąpić nią karę za przestępstwo rodzaju ghesas, jeżeli przemawiają za tym okoliczności popełnienia czynu[5].
- Ta`zir –  pozostałe przestępstwa, które nie są wyszczególnione w szariacie. Są efektem działań ustawodawcy. Stopień oraz wymiar zastosowanej kary zależą od uznania sędziego. Zalicza się do nich m.in. spowodowanie wypadku drogowego, zgwałcenie.

Podane typy przestępstw nie mają swoich odpowiedników w prawie europejskim, a dosłowne ich przetłumaczenie jest niemożliwe.

## Okoliczności wyłączające przestępność czynu

### Obrona własna
Zachodzi wtedy gdy człowiek broni siebie, swoich bliskich lub swój majątek przed napadem. W takim wypadku nie popełnia przestępstwa. Zachodzi tu połączenie obrony koniecznej ze stanem wyższej konieczności (szariat nie wyróżnia stanu wyższej konieczności). Zasada obrony własnej bywa często interpretowana globalnie (odnosi się nie tylko do pojedynczej jednostki, lecz i do ogółu społeczeństwa) np. obrony ojczyzny przed najeźdźcą. Z owego prawa wywodzi się teoria dżihadu.
Aby nie nastąpiło przekroczenie granic obrony własnej, jest konieczne spełnienie kilku przesłanek. Dozwolona obrona następuje bezpośrednio po ataku, należy bronić się w taki sam sposób w jaki przeprowadzony został atak, a siła i środki stosowane przez obrońcę nie mogą przekraczać znacząco tych użytych przez napastnika. Gdy granice obrony własnej zostaną przekroczone, obrońca traktowany jest na równi ze sprawcą i karany za diyaat.

### Działanie pod wpływem przymusu
W szariacie wyróżnia się dwa rodzaje przymusu i zastosowanie jakiegokolwiek wyłącza odpowiedzialność karną. Przymus bezpośredni związany jest z obezwładnieniem, zarówno fizycznym, jak i psychicznym. W takiej sytuacji najczęściej popełniane są przestępstwa przez zaniechanie. Przymus pośredni cechuje się tym, że osoba postępuje w określony nakazany sposób. Jest często skutkiem szantażu.

### Działanie pod wpływem błędu
Błąd w szariacie jest interpretowany bezpośrednio. Sprawca podczas swego działania lub zaniechania nie ma świadomości popełnienia przestępstwa, jeżeli został wprowadzony w błąd lub był sprowokowany i działał w stanie silnego wzburzenia emocjonalnego. Czyn popełniony pod wpływem błędu podlega ocenie sądu, w zależności od okoliczności. Osoba działająca pod wpływem błędu może zostać zobowiązana do naprawienia powstałych szkód. Jeśli błąd był podyktowany niedbalstwem lub lekkomyślnością, a czynu dokonano pod wpływem środków odurzających, sprawca może odpowiadać jak za ta'zir (forma nadzwyczajnego złagodzenia kary).

### Wykonywanie obowiązków
Osoba wykonująca swoje obowiązki służbowe, która doprowadziła do uszkodzenia ciała lub śmierci człowieka, lecz działała na podstawie i w granicach przyznanego mu prawa, nie podlega odpowiedzialności karnej. Przykładem jest policjant, który próbuje zatrzymać sprawcę i następuje wyżej wymieniony skutek, sędzia, który orzeka karę śmierci lub amputacji (kara przewidywana za kradzież) czy kat, który te kary wykonuje.

### Uprawianie sportu
Uprawianie sportu było swego rodzaju przygotowaniem muzułmanina do przyszłych walk. Podczas konkursów niekiedy dochodziło do zranień, okaleczeń, a nawet śmierci. Gdy doszło do zranienia czy śmierci przeciwnika, zawodnik nie odpowiadał karnie, o ile prowadzone współzawodnictwo było uczciwe oraz zgodne z ogólnie przyjętymi zasadami.
Specyficzną formą zawodów sportowych był – dopuszczalny tylko w czasie wojny – pojedynek. Osoba, która wygrała pojedynek, była zwolniona z odpowiedzialności karnej. Pojedynkowanie się w czasie pokoju było kategorycznie zabronione.